# Виноделие в Ливане

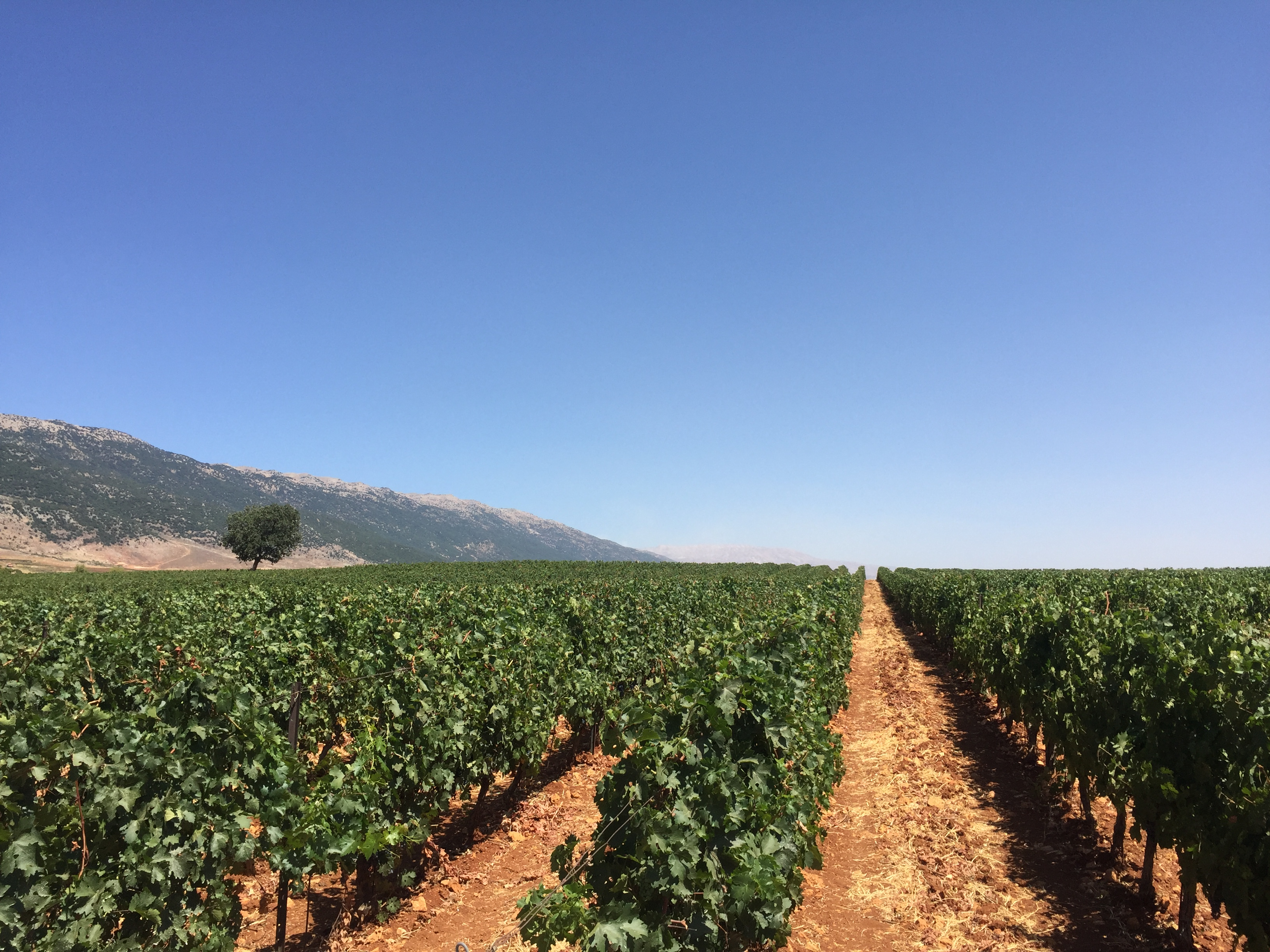
Виноградники в Долине Бекаа

Ливан, в древности Финикия, считается самой вероятной родиной вина. В древнем мире именно финикийское вино задолго до славы фалернских, кипрских и хиосских вин считалось лучшим и желанным товаром для египетской, греческой, а потом и римской знати.
В средние века территория современного Ливана подвергалась набегам и завоевывалась различными державами, оказавшись в конце концов под властью мусульман. На протяжении четырёхсот лет этот край был частью Османской империи, простиравшейся от Атлантического до Индийского океанов, что обернулось упадком винодельческого промысла. Возрождаться он стал лишь в позднее средневековье с появлением французских миссионеров.
В 1857 году монахи из Ордена иезуитов, к тому времени прочно осевшие в горных районах страны, основали первый в Ливане винодельческий дом «Ксара» (Château Ksara) — по имени старинного поселения, давшего приют бежавшим от преследований христианам (в переводе местного наречия «Ксара» означает «укрепленный дворец»). За полтора столетия, прошедших с той даты, Ливан пережил немало бурь и потрясений, но «Ксара» по сию пору остается крупнейшей винодельческой компанией страны, производя почти 40 процентов всего вина в Ливане.
В 1907 году произошло историческое событие, которое вывело виноделие в регионе на новый уровень. Монах, погнавшись за лисой, которая таскала с монастырского двора кур, попал в пещеру, конца которой не было видно. О лучшем месте для устройства винного погреба нельзя было и мечтать. Общая длина винных погребов — три километра. Можно легко заблудиться. Здесь тысячи бутылок и тысячи бочек отборного вина. Температура в погребах круглый год одна и та же — +12 — 13 °C.
Второй за винодельней «Ксара» идет «Кефрая», основанная в 1978 году семейством Бустро. Фирменным «блюдом» компании стали красные вина, славящиеся не только тонким букетом, но и целебными свойствами. Две названные фирмы производят свыше 70 процентов всего вина у себя в стране.
В начале 50-х годов XX века здесь были высажены сорта Кариньян, Мурведр, Гренаш, Синсо, Каберне Совиньон, Кларет, Бурбулен и Шардоне. Уже очень скоро после своего появления новые ливанские вина стали пользоваться большим успехом. Посадки виноградной лозы постоянно расширялись, и на сегодняшний день их площадь составляет 5000 гектаров — огромная территория, если принять во внимание, что общая протяженность страны составляет всего 210 километров, а ширина — от 30 до 10 километров.

## Долина Бекаа
Своими успехами ливанское виноделие обязано не только западным миссионерам, привезшим превосходные сорта французского винограда, но и плодородной почве долины Бекаа. Климат мягкий — длинное ровное лето со средними температурами около 25 градусов Цельсия, но зима достаточно дождлива (за зимний сезон выпадает до 500 мм осадков). Несмотря на своё название, Долина Бекаа фактически представляет собой высокое плато. Основная часть виноградников расположена на высоте 900—1000 метров. Почва в долине Бекаа — плодородный краснозем.